# Messerschmitt Bf 163
Messerschmitt Bf 163 – zaprojektowany w zakładach Messerschmitt śmigłowy samolot rozpoznawczo-łącznikowy typu STOL. Zgłoszony do Ministerstwa Lotnictwa Rzeszy (Reichsluftfahrtministerium, RLM) jako konkurencyjny projekt dla Fieseler Fi 156 Storch i Siebel Si 201.

## Projektowanie i konstrukcja
Jest jednym z najbardziej nieznanych samolotów wytwórni Messerschmitt. Po odrzuceniu projektu prawie cała dokumentacja tego samolotu została zniszczona i  numer 163 nadano później nowemu projektowi, myśliwcowi rakietowemu Messerschmitt Me 163.
Początkowo prace nad konstrukcją prowadzono w zakładach Messerschmitta w Augsburgu, następnie przeniesiono do Rohrbach Metall Flugzeugbau w Berlinie, W celu skrócenia drogi startu planowano uzyskać zmienny kąt natarcia przez obrót skrzydła o 12 stopni wokół osi poprzecznej. Klapy zamontowano w trzech częściach na każdym skrzydle, przy czym klapa zewnętrzna pełniła funkcję klapy kombinowanej, lotki i klapy do lądowania. Olejowo-hydraulicznie tłumione podwozie z długimi goleniami przeznaczone było do lądowań na nieprzygotowanym terenie. Koła główne miały hamulce hydrauliczne. Stałe koło ogonowe można było obracać. Kabina była otwarta z tyłu. Później miał tam być zainstalowany obrotowy karabin maszynowy MG 17 jako uzbrojenie obronne. Pierwotnie zamierzona trzyosobowa załoga siedziała jeden za drugim. Później, ze względu na brak miejsca, załoga została zredukowana do dwóch osób, pilota i obserwatora, który miał również obsługiwać MG 17. Boczne przeszklone części kabiny można było złożyć do przodu, podobnie jak w Bf 108.
Zbudowano jeden egzemplarz, który dziewiczy lot odbył 19 lutego 1938 z Gerhardem Hubrichem. W dniach 22 i 23 lutego wykonano 9 kolejnych lotów tą maszyną, które wykazały jego słabe właściwości lotne. Planowane dalsze testy na poligonie w Rechlinie zostały przerwane, a jesienią 1938 samolot wrócił do Augsburga. Ostatecznie konkurs wygrał Fieseler Fi 156 Storch. 29 września 1938 został przekazany jako obiekt dydaktyczny ze względu na częściowo nowe i interesujące szczegóły konstrukcyjne do „Fliegertechnische Schule München” w Monachium z inicjatywy projektanta inżyniera Richarda Bauera, który uczył tam budowy samolotów. Po zakończeniu wojny długi czas stał na lotnisku w Oberwiesenfeld (obecnie tereny włączone do północnych dzielnic Monachium) i po pewnym czasie został zezłomowany.

## Zobacz
- Fieseler Fi 156 Storch
- Siebel Si 201